# Publio Terenzio Afro
Publio Terenzio Afro (in latino Publius Terentius Afer; Cartagine, 190-185 a.C. circa – Stinfalo, 159 a.C.) è stato un commediografo romano, probabilmente di etnia berbera, attivo a Roma dal 166 a.C. al 160 a.C..

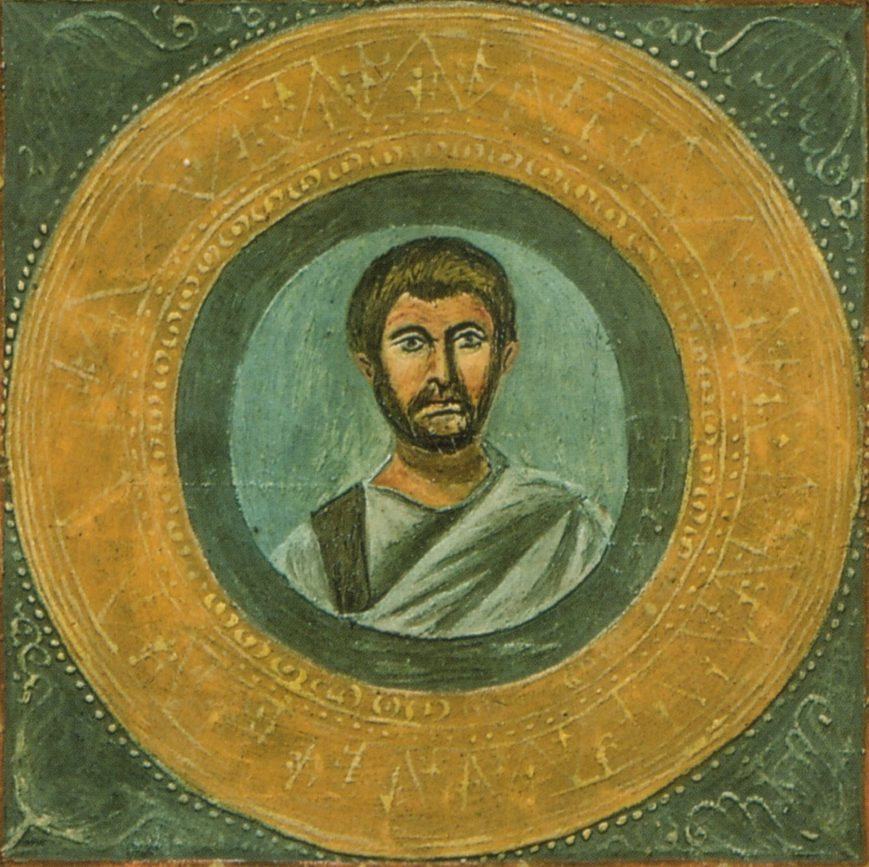
Ritratto di Terenzio dal frontespizio del Codex Vaticanus Latinus 3868

Fu uno dei primi autori latini a introdurre il concetto di humanitas, elemento caratterizzante del Circolo degli Scipioni.

## Biografia
Il grammatico Donato ci ha tramandato, premettendola al suo commento delle commedie terenziane, la Vita Terentii redatta da Svetonio e da lui inserita nel suo De poetis. La data di nascita non è conosciuta con precisione; si ritiene sia nato lo stesso anno della morte di Plauto, nel 185 a.C., e comunque tra il 195 e il 183 a.C.. Di bassa statura, gracile e di carnagione scura, nacque a Cartagine; arrivò a Roma come schiavo del senatore Terenzio Lucano. Il suo stesso cognomen (Afer, Africano) attesta la sua nascita in Africa.
Il senatore lo educò nelle arti liberali, e in seguito lo affrancò per la sua intelligenza e la sua bellezza; il liberto assunse pertanto il nome di Publio Terenzio Afro. Fu in stretti rapporti con il Circolo degli Scipioni, ed in particolare con Gaio Lelio, Scipione Emiliano e Lucio Furio Filo: grazie a queste frequentazioni apprese l'uso alto del latino e si tenne aggiornato sulle tendenze artistiche di Roma. Il grammatico Fenestella cita però altri esponenti della "nobilitas", ossia Sulpicio Gallo, Quinto Fabio Labeone e Marco Popilio. Durante la sua carriera di commediografo (dal 166, anno di rappresentazione della prima commedia, Andria, al 160 a.C.), venne accusato di plagio ai danni delle opere di Nevio e Plauto (entrambi condividevano come lui le idee di Menandro) e di aver fatto da prestanome ad alcuni membri del circolo degli Scipioni, impegnati in politica, per ragioni di dignità e prestigio (l'attività di commediografo era considerata indegna per il civis romano), tanto che Terenzio stesso si difese tramite le sue commedie: nel prologo degli Adelphoe (I fratelli), per esempio, egli rifiuta l'ipotesi che lo vede prestanome di altri, segnatamente dei membri dello stesso Circolo degli Scipioni.  Venne accusato di mancanza di vis comica e di uso della contaminatio.
Morì, stando alle notizie di Svetonio, mentre si trovava in viaggio in Grecia nel 159 a.C., all'età di circa 26 anni. Era partito per la Grecia per varie ragioni: la ricerca di altre opere di Menandro, per servirsene come modelli; la volontà di vivere personalmente nei luoghi in cui ambientava le proprie opere; e comporvi delle opere, lontano dai sodali, dimostrando quindi definitivamente d'esserne l'autore unico. Le cause della morte sono incerte; Svetonio riporta alcune ipotesi, tra cui il naufragio e il dolore di aver perduto, con i bagagli, 108 commedie rimaneggiate dagli originali di Menandro reperiti in Grecia. Probabilmente proprio per un accostamento all'ispiratore Menandro, diffusa è anche la voce, senza riscontro, di una morte per annegamento.

## Commedie
Terenzio scrisse soltanto 6 commedie, tutte giunte a noi integralmente.
La cronologia delle opere, frutto del lavoro filologico e delle ricerche erudite dei grammatici antichi, è attestata con precisione nelle didascalie anteposte, nei manoscritti, alle singole commedie.
Terenzio adattò modelli greci della Commedia nuova (νέα κωμῳδία) attica, in particolare di Menandro. Per questo forte legame artistico col commediografo greco fu definito da
Cesare dimidiatus Menander, ovvero "Menandro dimezzato".
L'opera di Terenzio non si limitò ad una semplice traduzione e riproposizione degli originali greci. Terenzio, infatti, praticava la contaminatio, ovvero introduceva all'interno di una stessa commedia personaggi ed episodi appartenenti a commedie diverse, anch'esse comunque di origine greca.
Parte della fortuna delle sue commedie è da attribuire alle capacità del suo attore, Lucio Ambivio Turpione, uno dei migliori a quell'epoca.

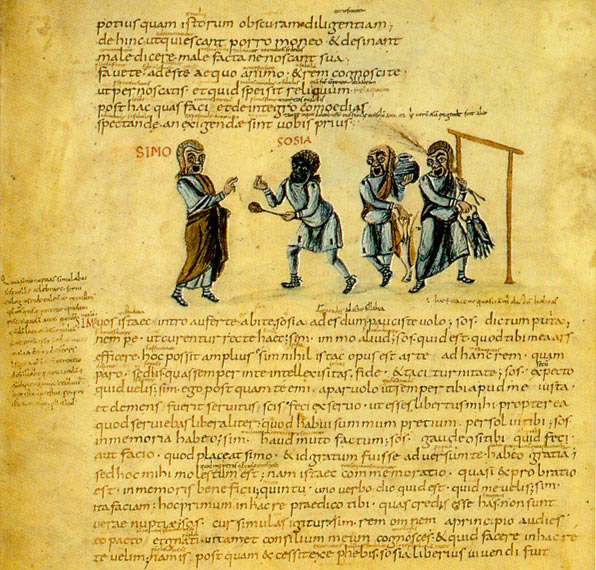
Verso del foglio 4 del Codex Vaticanus Latinus 3868 (Biblioteca Vaticana) con un'immagine dell'Andria di Terenzio.

### Singole commedie

#### Andria
Il vecchio Simone si è accordato con il vicino di casa Cremete perché i loro figli, Panfilo e Filùmena, si sposino. Panfilo ha però una relazione segreta con Glicerio, fanciulla da cui attende un figlio e che tutti credono sorella dell'etera Criside. Simone scopre la relazione del figlio solo in occasione del funerale di Criside; profondamente irritato da questa "ribellione", gli comunica l'imminenza delle nozze con Filumena, nonostante Cremete abbia annullato l'accordo. Intanto Carìno, amico di Pànfilo, è innamorato di Filùmena. A risolvere l'intricata situazione giunge Critone, un parente di Crìside, il quale svela che non esiste alcun legame di parentela tra Glicerio e Crìside e che Glicerio è figlia di Crèmete. Così avviene un doppio matrimonio tra Pànfilo e Glicerio e Carìno e Filùmena.
L’Andria è la prima opera di teatro latino in cui il prologo è dedicato non all'esposizione del contenuto, ma alla polemica letteraria. Nei primi versi, infatti, Terenzio si difende dall'accusa di plagio e contaminatio.

#### Hecyra
L'Hecyra  ("La suocera") è ispirata da due commedie, una di Apollodoro di Caristo e un'altra di Menandro. Fu rappresentata per la prima volta nel 165 a.C. in occasione dei Ludi Megalenses, ma non ebbe successo pur essendo recitata da Ambivio Turpione (l'attore più famoso di quel tempo). Fu ripresentata nel 160 a.C. in occasioni dei giochi funebri per Lucio Emilio Paolo con lo stesso risultato dato che gli spettatori abbandonarono il teatro preferendo assistere ad uno spettacolo di gladiatori. Sempre nello stesso anno in occasioni dei ludi Romani fu rappresentata nuovamente e ottenne successo.

#### Heautontimorumenos
L'Heautontimorumenos (in greco "Il punitore di se stesso") è un'opera rielaborata dall'omonima commedia di Menandro. Fu rappresentata con buon esito nel 163 a.C.
Il vecchio Menedèmo vive volontariamente una vita di rinunce, per punirsi di aver impedito al figlio Clinia l'amore per Antìfila, povera e senza dote. Clinia se n'è andato di casa e si è arruolato come mercenario. Nel frattempo Clinia, senza che il padre lo sappia, alloggia in casa di Clitifone, figlio di Cremète, amico di Menedemo che non vuole più ostacolare il figlio. La moglie di Cremète riconosce Antìfila come sua figlia e così Clinia può sposarla, ma Clìtifone, innamorato di Bàcchide, dovrà sposare una donna scelta dal padre.
Compare nell'atto 1, scena 1 la famosa frase Sono uomo; e di quello che è umano nulla io trovo che mi sia estraneo.

#### Eunuchus
L'Eunuchus (L'eunuco) è una commedia ispirata da due diverse opere di Menandro. Fu rappresentata nel 161 a.C. e fu il maggior successo di Terenzio.
Questa commedia parla di un ragazzo che si finge eunuco per stare con la donna amata. Il racconto particolareggiato ad un amico (Antifone) della violenza sessuale (atto ricorrente nella commedia antica), ai danni della ragazza di cui si è invaghito, rappresenta una delle pagine più sensuali della commedia antica.
L'Eunuchus deriva dalla contaminazione dell'Eunuchus e del Colax di Menandro.
Il pubblico gradì molto questa commedia grazie all'utilizzo dell'intreccio che l'accomunava con alcune commedie di Plauto.

#### Phormio
Phormio è un'opera rappresentata con successo nel 161 a.C.; il suo modello greco è l'Epidikazòmenos (Il pretendente) di Apollodoro di Caristo.
Il parassita Formione riesce con vari stratagemmi a combinare il matrimonio tra i due cugini Fédria e Antifòne e le ragazze di cui sono innamorati, rispettivamente una suonatrice di cetra e una ragazza povera. Alla fine però si viene a scoprire che quest'ultima, di nome Fanio, è cugina di Antifone, mentre la citarista viene riscattata.

#### Adelphoe
Commedia di due fratelli e dei relativi padri, con differenti mentalità e metodi educativi; tratta dall'omonima opera di Menandro. Fu rappresentata nel 160 a.C.
Nelle commedie è spesso presente il tòpos dell'"agnitio", riconoscimento perlopiù di figli, elemento realistico dato che nella società povera del tempo si verificava frequentemente l'esposizione dei figli, che venivano abbandonati con qualche oggetto utile al riconoscimento oppure rapiti da pirati.
Non c'è il metateatro: l'elemento che in Plauto aumentava la vicinanza tra spettatore e attore in Terenzio scompare.
Terenzio riceve fin dall'inizio della sua carriera numerose critiche, specialmente dall'anziano poeta Luscio Lanuvino:
- di contaminatio: si difende nell’Andria, dicendo che lo hanno fatto anche Plauto, Nevio ed Ennio.
- di plagio: si difende nell’Eunúchus, dicendo che lui si è ispirato solo a Menandro, ignorando che magari lo abbia già fatto qualche altro romano, che quindi Terenzio non ha copiato (copiare dai latini è illegittimo, è invece consentito copiare dai greci); ma comunque non c’è niente che non sia già stato detto, perciò è difficile essere davvero originale.
- di fare da prestanome, cioè di pubblicare a suo nome delle commedie in realtà scritte da altri: si difende blandamente nell’Heautontimorúmenos, per non offendere gli amici compiaciuti, a cui la critica è probabilmente riuscita lusinghiera.

### Differenze tra le commedie terenziane e quelle plautine

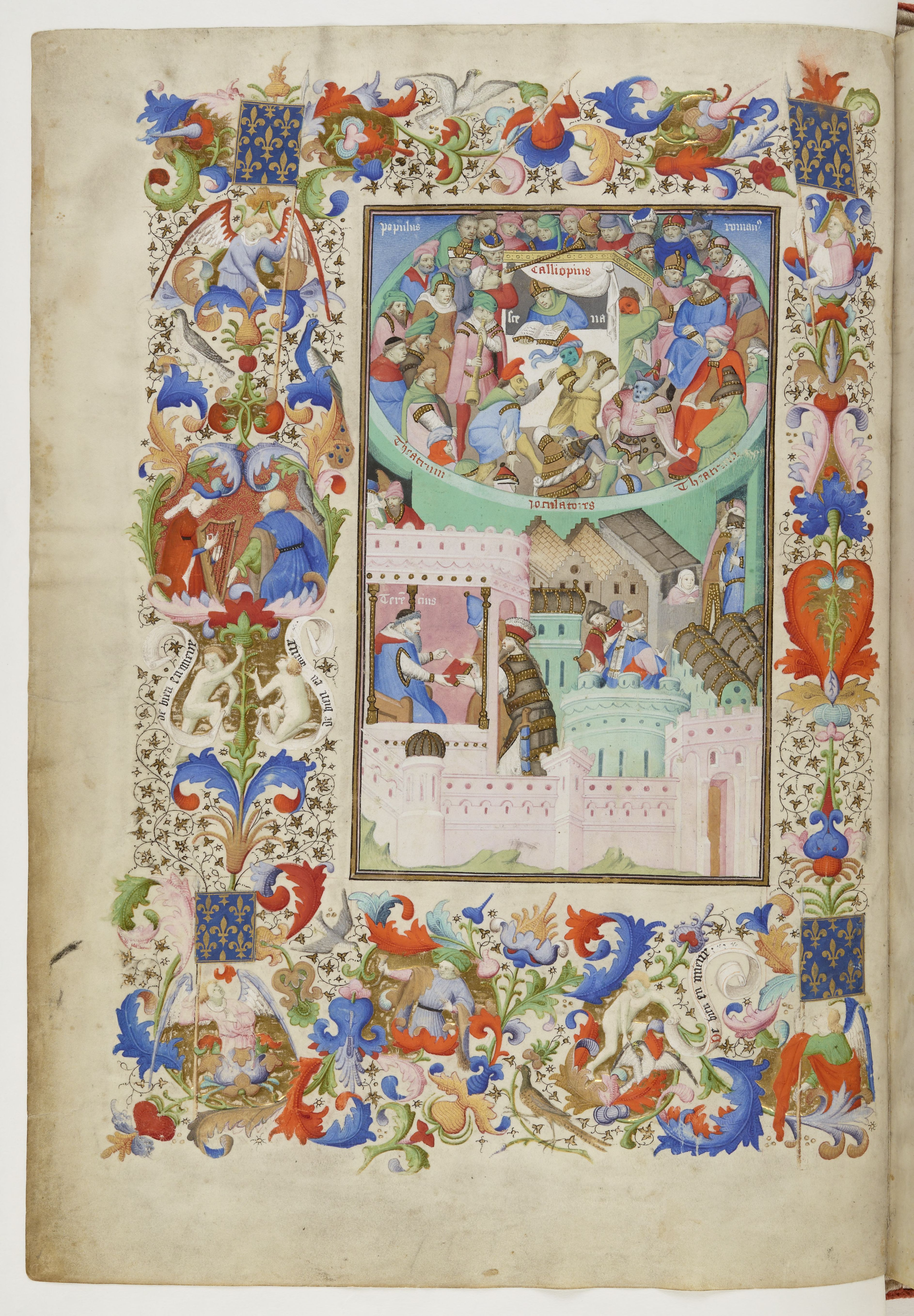
Frontespizio miniato del codice medievale terenziano detto Térence des ducs, appartenuto al re Carlo VI di Francia, poi a suo figlio Luigi di Valois, duca di Guyenna, e quindi a Giovanni, duca di Berry.

Rispetto all'opera di Plauto, tuttavia, quella di Terenzio si differenzia in modo sensibile in vari punti.
Innanzitutto, il pubblico ideale di Terenzio è più colto di quello di Plauto: infatti, in alcune commedie si trovano alcuni argomenti socio-culturali del Circolo degli Scipioni, di cui faceva parte. Inoltre, contrariamente alla commedia plautina, denominata motoria per la sua eccessiva spettacolarizzazione e caratterizzata dalla figura del "servus currens", straniamento e presenza di cantica, l'opera di Terenzio è definita stataria, perché sono relativamente serie, non comprendono momenti di metateatro né cantica. Data la maggiore raffinatezza delle sue opere, si può dire che con Terenzio il pubblico semplice si allontana dal teatro, cosa che non era mai successa prima di allora.
Altra differenza è la cura per gli intrecci, più coerenti e meno complessi rispetto a quelli delle commedie plautine, ma anche più coinvolgenti in quanto Terenzio, al contrario di Plauto, non utilizza un prologo espositivo (contenente gli antefatti e un'anticipazione della trama). Particolarmente importante in Terenzio è anche il messaggio morale sotteso a tutta la sua opera, volta a sottolineare la sua humanitas, cioè il rispetto che ha nei confronti di ogni altro essere umano, nella consapevolezza dei limiti di ciascuno, ben sintetizzato dalla sua frase più famosa:
(Heautontimorumenos, v. 77)
È da sottolineare inoltre la differenza presente tra i personaggi plautini e quelli terenziani. Terenzio infatti creò personaggi in cui lo spettatore potesse identificarsi, e viene messa in risalto la psicologia di questi ultimi, che emergeva tramite il dialogo, mentre in Plauto era prevalente il monologo. Inoltre la figura dello schiavo, il vero personaggio delle commedie di Plauto, viene notevolmente ridimensionata. Il linguaggio usato da Terenzio è quello della conversazione ordinaria tra persone di buona educazione e cultura, quindi un linguaggio settoriale diverso dallo stile di Plauto, in cui erano presenti neologismi e giochi di parole atti a far ridere lo spettatore.

### Successo
Inizialmente il rapporto che Terenzio ha con il pubblico è difficile: Terenzio è più riflessivo e pacato, il suo scopo non è far ridere ma riflettere e far pensare, per cui il pubblico di bassa estrazione di Plauto non lo comprende. Inoltre non c'è la sudditanza plautina nei confronti del pubblico, non si vuole compiacerlo né soddisfare le sue aspettative: Terenzio dice e riflette autonomamente e indipendentemente dalle tendenze e i capricci del pubblico, il che porta il suo teatro ad essere notevolmente innovativo. 
Il più antico commentatore dell'opera terenziana è Elio Donato. Tuttavia la fortuna di Terenzio si protrasse per tutto il Medioevo e il Rinascimento, come attestano le decine di manoscritti che contengono integralmente o almeno in parte le sue commedie. Questo successo fu dovuto in particolare alla loro costante inclusione nei programmi scolastici del tempo, in virtù del loro carattere edificante e dello stile, semplice ma allo stesso tempo corretto e non banale.

### Eredità culturale
Le commedie terenziane costituivano una tappa obbligatoria del curriculum latino del periodo neoclassico.
Una volta il Presidente degli Stati Uniti John Adams scrisse al suo giovane figlio John Quincy Adams (anch'egli, in seguito, Presidente): «Terenzio è notevole per buoni costumi, buon gusto e buon latino... Il suo lessico ha una semplicità e un'eleganza che lo rendono adatto a essere accuratamente studiato come modello».
Inoltre, si pensa che due delle prime commedie inglesi, Ralph Roister Doister e Gammer Gurton's Needle, siano parodie di commedie terenziane.
A causa della sua provenienza, Terenzio è stato a lungo acclamato come il primo poeta della diaspora africana da generazioni di scrittori neri tra cui Juan Latino, Phillis Wheatley, Alexandre Dumas, Langston Hughes e Maya Angelou.
È inoltre noto che Thornton Wilder, scrittore e commediografo, si basò sull'Andria di Terenzio per scrivere il suo romanzo The Woman of Andros (1930).

### Traduzioni
- Niccolò Forteguerri (1736)[18]
- Vittorio Alfieri (1804)
- Antonio Cesari
- Temistocle Gradi (1876)
- Umberto Limentani (1923)
- Giovanni Lattanzi (1928)
- Mario Scandola (1951)
- Vittorio Soave (1954)
- Alessandro Ronconi (1960)
- Azelia Arici (1965)
- Beniamino Proto (1974)
- Orazio Bianco (1993)
- Ferruccio Bertini e Vico Faggi (1989, 2006)
- Lisa Piazzi e Laura Pepe (2007)